# Nicolás Orellana
Nicolás Iván Orellana Acuña (* 3. September 1994 in Santiago) ist ein chilenischer Fußballspieler. Der Stürmer wurde zweimal chilenischer Meister.

## Karriere
Nicolás Orellana debütierte im Oktober 2012 beim CSD Colo-Colo, als er in der Copa Chile für José Pedro Fuenzalida eingewechselt wurde. Im Januar 2014 debütierte er auch in der Primera División und wurde in der Clausura Meister. Für die Saison 2015/16 wurde er an San Marcos und für die Saison 2016/17 an Everton verliehen. Nach seiner Rückkehr zu Colo-Colo wurde er in der Transición 2017 erneut Meister, kam allerdings nur wenig zum Einsatz. Mitte 2018 unterschrieb Orellana bei Universidad de Concepción, jedoch wurde der Wechsel offiziell erst im Januar 2019 vollzogen, da sich beide Parteien zu spät einigten. Mit Concepción spielte er in der Copa Libertadores 2019, wurde allerdings in der Liga Tabellenletzter. Nach einem Jahr zog es den Offensivakteur zu Copa-Sudamericana-Teilnehmer Audax Italiano. Zur Saison 2021 schloss er sich Unión La Calera an. Im Januar 2024 gab er seine Rückkehr zu Audax Italiano bekannt.

## Erfolge
Colo-Colo
- Chilenischer Meister: 2013/14-C, 2017-T
- Chilenischer Supercup-Sieger: 2018